# اجتثاث الشيوعية في روسيا

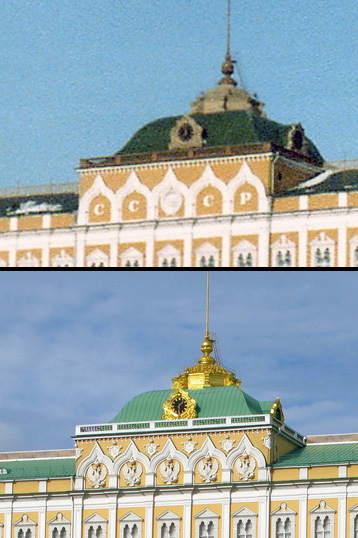
تغيير الرموز على واجهة قصر الكرملين الكبير من شعارات الاتحاد السوفيتي إلى رموز روسيا الحديثة بعد 1991

عملية اجتثاث الشيوعية في روسيا تشير إلى الجهود المبذولة للتعامل مع إرث الشيوعية من حيث المؤسسات والأفراد، بهدف قطع الصلة بالماضي السوفيتي. ومع ذلك، فإن هذه الجهود، مقارنة بمحاولات اجتثاث الشيوعية في بقية دول الكتلة الشرقية والجمهوريات السوفيتية السابقة، كانت محدودة للغاية أو شبه غائبة.
شملت التدابير المناهضة للشيوعية البارزة في الاتحاد الروسي حظر الحزب الشيوعي في الاتحاد السوفيتي (وإنشاء الحزب الشيوعي في الاتحاد الروسي) بالإضافة إلى تغيير أسماء بعض المدن الروسية إلى ما كانت عليه قبل ثورة أكتوبر 1917 (لينينغراد إلى سانت بطرسبرغ، وسفيردلوفسك إلى يكاترينبورغ، وغوركي إلى نيجني نوفغورود)، على الرغم من الحفاظ على أسماء مدن أخرى، مثل أوليانوفسك (سيمبيرسك سابقًا)، وتولياتي (ستافروبول سابقًا)، وكيروف (فياتكا سابقًا). على الرغم من إعادة تسمية لينينغراد وسفيردلوفسك، فإن المناطق التي سميت باسمهما ما تزال تسمى رسميًا مقاطعتي لينينغراد وسفيردلوفسك على التوالي.
يتزايد الحنين إلى الاتحاد السوفيتي تدريجيًا في روسيا. ما تزال الرموز الشيوعية تشكل جزءًا مهمًا من الخطاب المستخدم في وسائل الإعلام التي تسيطر عليها الدولة، وتعتبر وزارة الخارجية الروسية حظرها في بلدان أخرى بمثابة «تدنيس» و«فكرة منحرفة عن الخير والشر». قوبلت عملية نزع الشيوعية في أوكرانيا، الدولة المجاورة التي كانت في مرحلة ما بعد الاتحاد السوفيتي، بانتقادات شديدة من جانب روسيا، التي تتجاهل بانتظام جرائم الحرب السوفيتية.
يستخدم النشيد الوطني للاتحاد الروسي، المعتمد في عام 2000 (نفس العام الذي بدأ فيه فلاديمير بوتن ولايته الأولى كرئيس لروسيا)، الموسيقى المستخدمة في النشيد الوطني للاتحاد السوفيتي، ولكن مع كلمات جديدة كتبها سيرجي ميخالكوف.

## محاولة الانقلاب في أغسطس 1991
في الثالث والعشرين من أغسطس 1991، وبعد يومين من فشل انقلاب أغسطس، علق الرئيس الروسي بوريس يلتسين وجود الحزب الشيوعي في جمهورية روسيا السوفيتية الاشتراكية الاتحادية، في انتظار التحقيق في دوره في الأحداث الأخيرة. اتخذ هذا القرار على الرغم من اعتراضات الرئيس السوفيتي ميخائيل غورباتشوف، الذي أصر على أن الحزب ككل ليس مسؤولًا عن الأحداث. أغلقت اللجان الإقليمية للحزب الشيوعي في جمهورية روسيا السوفييتية الاشتراكية الاتحادية، كما أغلق مبنى اللجنة المركزية للحزب الشيوعي السوفيتي في الساحة القديمة في موسكو.
في اليوم التالي، أي في الرابع والعشرين من أغسطس 1991، حل غورباتشوف اللجنة المركزية للحزب الشيوعي السوفيتي واستقال من منصب الأمين العام للحزب، مع بقائه رئيسًا للاتحاد السوفيتي. في الخامس والعشرين من أغسطس، أصدر يلتسين مرسومًا آخر يقضي بتأميم ممتلكات الحزب الشيوعي، بما في ذلك أرشيفاته وحساباته المصرفية، ونقل السيطرة عليها إلى مجلس وزراء جمهورية روسيا الاتحادية السوفيتية.
في غضون أسابيع قليلة بعد الانقلاب، تفكك الاتحاد السوفييتي سلميًا. في 6 نوفمبر 1991، حظر يلتسين الحزب الشيوعي السوفيتي، الذي مارس سيطرة شاملة على المجتمع الروسي لسنوات. اعترِف بتفكك الاتحاد السوفييتي في اتفاقيات بيلافيزا في 8 ديسمبر، والتي وافق عليها مجلس السوفييت الأعلى لجمهورية روسيا السوفيتية الاتحادية الاشتراكية في 12 ديسمبر. في 26 ديسمبر 1991، أعلِن حل الاتحاد السوفيتي. تغير اسم أكبر جمهورية مكونة له، جمهورية روسيا السوفييتية الاتحادية الاشتراكية، إلى روسيا الاتحادية. تأسست رسميًا في 1 يناير 1992 وأصبحت الدولة الخليفة القانونية للاتحاد السوفيتي.